# 佃
佃（つくだ）は、中世日本の荘園公領制において、荘園領主や荘官・地頭らによる直営田をいう。年貢や公事の賦課が免除され、収穫物をすべて領主が収取した。手作・用作・正作・門田とも。本家・領家など上級領主による直営田を佃とし、荘官・地頭など下級領主によるものを正作・用作として区分することもあるが、中世当時は必ずしも明確に区分されていたわけではなかった。

## 概要
佃は耕作の形態によって大きく2つに類型化される。
一つは、領主が荘園・国衙領内の百姓を夫役と称して徴発し、食糧や農具・種子を給付して百姓に農地を耕作させるものである。これらの農地はもともと領主が百姓を使役して荒地を開墾したものであり、古代末期・中世当時、荒地を開墾した者には該当地の収穫をすべて収取する権利が認められる場合が多かった。こうして領主は所領の一部に全収穫を収取しうる田地=佃を形成したのである。
もう一つの類型は、荘官・地頭などが下人・所従といった隷属民に耕作させるものである。荘官・地頭はもともと直営田を持っておらず、屋敷地のみが自由に処分しうる土地として認められていた。そこで荘官・地頭らは屋敷地の周辺の農地を屋敷地の一部と称して、自己の直営田に組み込んでいった。そして徐々に直営田の範囲を拡げていったのである。荘官・地頭らによる直営田の拡大は、特に地頭の動きが著しかったが、上級領主の荘園管理権を侵害するものであり、上級領主も当然こうした動きに対抗し、鎌倉時代後期から室町時代にかけて、両者間の紛争が頻発した。
佃は日本各地で形成され、佃という地名も各地に多数残存している。摂津にあった佃村は中世の佃を起源としており、佃村の漁民が移住した江戸の埋立地は佃島と名付けられ、現代に至っている。